# B'z LIVE-GYM 2001 -ELEVEN-
《B'z LIVE-GYM 2001 -ELEVEN-》，是日本樂團B'z的第18張LIVE作品映像化(第16張DVD)。

## 簡介
紀念B'z結成25周年，所發行連續3場未發表演唱會的第二場，2001年7月15日於西武巨蛋開唱

## 收錄會場
西武巨蛋

## 演奏
團員
- 松本孝弘:吉他.製作人
- 稻葉浩志:主唱

支援樂手
- 増田隆宣：電子琴
- 黒瀬蛙一：鼓
- 満園庄太郎：貝斯

## 收錄內容
DISC1
1. 愛のprisoner
2. Seventh Heaven
3. 銀の翼で翔べ
4. さまよえる蒼い弾丸
5. さよならなんかは言わせない
6. 煌めく人
7. コブシヲニギレ
8. Raging River
9. HOME
10. 今夜月の見える丘に

DISC2
1. ultra soul
2. スイマーよ2001!!
3. TOKYO DEVIL
4. SACRED FIELD 〜 #1090
5. JAP THE RIPPER
6. ギリギリchop
7. juice
8. 恋心(KOI-GOKORO)
9. GOLD
10. 裸足の女神